# Titularbistum Thiava
Thiava (ital.: Tiava) ist ein Titularbistum der römisch-katholischen Kirche.
Die in Nordafrika gelegene Stadt war ein alter römischer Bischofssitz, der im 7. Jahrhundert mit der islamischen Expansion unterging. Er lag in der römischen Provinz Numidien.
| Titularbischöfe von Thiava |                             |                                                  |                   |                    |
| Nr.                        | Name                        | Amt                                              | von               | bis                |
| 1                          | Ignace Ramarosandratana     | Apostolischer Vikar von Miarinarivo (Madagaskar) | 25. Mai 1939      | 14. September 1955 |
| 2                          | José Pedro da Silva         | Weihbischof in Lissabon (Portugal)               | 30. Juli 1956     | 13. Februar 1965   |
| 3                          | Eugène-Jean-Marie Polge     | Weihbischof in Avignon (Frankreich)              | 19. Mai 1965      | 25. April 1968     |
| 4                          | Stephen Stanislaus Woznicki | Weihbischof in Detroit (USA)                     | 30. Oktober 1968  | 10. Dezember 1968  |
| 5                          | Dermot Patrick O’Mahony     | Weihbischof in Dublin (Irland)                   | 13. Februar 1975  | 10. Dezember 2015  |
| 6                          | Hélio Pereira dos Santos    | Weihbischof in São Salvador da Bahia (Brasilien) | 27. April 2016    | 16. Oktober 2020   |
| 8                          | Nivaldo dos Santos Ferreira | Weihbischof in Belo Horizonte (Brasilien)        | 23. Dezember 2020 |                    |